# Ana Paula Vitorino
Ana Paula Mendes Vitorino (Lourenço Marques, Moçambique, 25 de abril de 1962) é uma engenheira e política portuguesa. Foi a Ministra do Mar do XXI Governo Constitucional de Portugal.

## Biografia
Filha de pais alentejanos, da Vila do Cano, em Sousel, nasceu em Lourenço Marques, tendo vivido na Beira, cidade moçambicana, até aos 12 anos. O pai era militar e tem um irmão e uma irmã que estudaram Medicina, sendo ele cirurgião e ela ginecologista e obstreta.
Licenciada em Engenharia Civil, ramo de Urbanização e Transportes, pelo Instituto Superior Técnico da Universidade Técnica de Lisboa em 1986 e mestre em Transportes pela mesma instituição em 1992, onde é Professora Assistente da Secção de Urbanismo, Transportes, Vias e Sistemas do Departamento de Engenharia Civil, Arquitectura e Georrecursos, desde o ano lectivo de 1989/1990.
Desde 1989 é investigadora no CESUR - Centro de Sistemas Urbanos e Regionais do IST.
  
É casada com Eduardo Cabrita, seu colega de Governo como ministro da administração interna, não tendo filhos por opção. Vivem em Almoster, no distrito de Santarém.
Foi diagnosticada com cancro em 2007, quando era secretária de Estado, e em janeiro de 2016, dois meses depois de ter tomado posse como ministra do Mar.

## Cargos exercidos
- Chefe de Gabinete do Secretário de Estado dos Transportes do XIII Governo Constitucional (1995–1999)
- Presidente do Grupo, da Comissão de Acompanhamento e da Comissão do Concurso Público Internacional para o projeto, a construção, o fornecimento de equipamentos, o financiamento, a operação e a manutenção do Metro do Sul do Tejo (1999–2002)
- Vogal do Instituto de Gestão Financeira e Patrimonial da Justiça (2000–2001)
- Presidente do Instituto de Gestão Financeira e Patrimonial da Justiça (2001–2002)
- Secretária Nacional do PS (2004–2011)
- Secretária de Estado dos Transportes do XVII Governo Constitucional (2005–2009)
- Deputada à Assembleia da República pelo PS nas XI e XII legislaturas (2009–2015)
- Administradora da Hidroeléctrica de Cahora Bassa (2010–2012)
- Sócia Gerente da TransNetWork (2011–2015)
- Diretora e Editora-Chefe da Revista Cluster do Mar (2012–2015)
- 1ª Secretária da Mesa da Assembleia Municipal do Porto (2013–2017)
- Ministra do Mar do XXI Governo Constitucional (2015–2019)
- Deputada à Assembleia da República pelo PS na XIV legislatura (2019–2021)
- Presidente do Conselho de Administração da Autoridade da Mobilidade e dos Transportes (2021–presente)